# Ein schnelles Ende
Ein schnelles Ende (Originaltitel: The Knight in White Satin Armor) ist die zwölfte Episode der zweiten Staffel und die 25. Folge der HBO-Serie Die Sopranos, die am 2. April 2000 erstmals ausgestrahlt wurde. Geschrieben wurde die Episode von Robin Green und Mitchell Burgess, produziert von David Chase und inszeniert von Allen Coulter.

## Hauptfiguren
- James Gandolfini als Tony Soprano
- Lorraine Bracco als Dr. Jennifer Melfi
- Edie Falco als Carmela Soprano
- Michael Imperioli als Christopher Moltisanti
- Dominic Chianese als Junior Soprano
- Vincent Pastore als Pussy Bonpensiero
- Steven Van Zandt als Silvio Dante
- Jamie-Lynn Sigler als Meadow Soprano
- Nancy Marchand als Livia Soprano
- David Proval als Richie Aprile
- Aida Turturro als Janice Soprano

### Nebenfiguren
- Joe Penny als Vic Musto
- Joe Lisi als Dick Barone
- Louis Lombardi als Agent Skip Lipari
- Richard Portnow als Harold Melvoin
- Frank Pellegrino als Frank Cubitoso
- Oksana Lada als Irina Peltsin
- Federico Castelluccio als Furio Giunta
- Steve Schirripa als Bobby Baccalieri
- Alla Kliouka als Svetlana Kirilenko
- Sharon Angela als Rosalie Aprile
- Katalin Pota als Lilliana
- Maureen Van Zandt als Gabriella Dante
- Andy Blankenbuehler als Richie Aprile, Jr.
- Jason Cerbone als Jackie Aprile, Jr.
- Richard Maldone als Albert „Ally Boy“ Barese
- Adrián Martínez als Ramone

## Handlung
Tony Soprano will mit Irina Peltsin Schluss machen und sie droht ihm für den Fall den Selbstmord an. Das interessiert Tony nicht und er verlässt sie. Später ruft ihn die Cousine Irinas, Svetlana Kirilenko, an und informiert ihn, dass Irina versucht hat, sich das Leben zu nehmen.  Tony besucht sie im Krankenhaus und sagt ihr, dass sie Hilfe brauche. Tony diskutiert das Problem Irina mit Jennifer Melfi. Tony erzählt Carmela von der Geschichte, was diese noch wütender macht. Tony schickt Silvio Dante zu Irinas Haus und lässt $ 75.000 übergeben.
Janice Soprano spricht mit Carmela über ihre bevorstehende Hochzeit mit Richie Aprile. Carmela sagt ihr, dass er sich spätestens in einem halben Jahr eine Geliebte nehmen wird.
Big Pussy Bonpensiero nimmt seinen Job als FBI-Informant genauer und versucht auf der Verlobungsparty Richies und Janice' Tony in ein Gespräch über illegale Aktivitäten zu verwickeln. Pussy beginnt sich selbst als Agent zu fühlen und verfolgt eigenständig Christopher, was zu einem Unfall führt. Skip Lipari erinnert Pussy daran, dass er kein Agent sei und sich auf Tony fokussieren solle.
Richie wird von Tony zurechtgewiesen. Er darf auf der Route seiner Müllwagen keinen Drogenhandel mehr betreiben. Richie hat von Tony genug und plant einen Putsch gegen Tony. Er bespricht dies zunächst mit Junior, der eine indifferente Haltung einnimmt. Danach spricht Richie mit Albert „Ally Boy“ Barese, der die Crew seines inhaftierten Bruders Larry Boy kommissarisch als acting capo leitet.
Ally Boy ist auch nicht von der Gesamtsituation der Familie begeistert, würde aber niemals etwas gegen den Boss Tony unternehmen.
Als Junior erfährt, dass Richie Ally Boy nicht überreden konnte, entscheidet er sich, dass es ihm unter einem Boss Tony besser gehe als unter einem Boss Richie.
Er warnt Tony und dieser beschließt zusammen mit Silvio, Richie gewaltsam aus der Welt zu schaffen.
Schlecht gelaunt sitzt Richie mit Janice beim Abendessen. Er erzählt ihr, dass er es als Schande empfinde, dass sein Sohn Richard Aprile, Jr. Tänzer werden will. Außerdem verdächtigt er ihn schwul zu sein. Janice hält diese Einstellung für lächerlich und Richie schlägt ihr wütend ins Gesicht. Janice ist über diese Respektlosigkeit geschockt und nachdem Richie sich über sie lustig macht, holt sie eine Pistole und erschießt ihn auf der Stelle.
Geschockt über das eigene Verhalten ruft sie Tony an und bittet ihn um Hilfe. Er erscheint sofort, ruft Christopher Moltisanti und Furio Giunta und befiehlt ihnen die Leiche Richies zu entsorgen. Sie sägen seinen Körper in der Fleischerei von Satriale's in kleine Stücke und Christopher beschließt eine lange Zeit nicht mehr im Satriale's essen zu gehen.
Tony sieht seine Mutter nach langer Zeit wieder. Dann kauft er Janice ein Busticket nach Seattle. Janice fragt Tony, was bloß mit ihrer Familie los sei.
Tony erzählt Carmela, dass Richie gegangen sei. Als sie weiter nachfragt, sagt er ihr, dass er dorthin gegangen sei, von wo man nicht wieder zurückkehrt, was ihr einen Schock versetzt. Sie beschließt mit Rosalie Aprile nach Rom zu fahren.

## Verstorben
- Richie Aprile: Von seiner Verlobten Janice erschossen, nachdem er ihr während eines Streits ins Gesicht geschlagen hatte.

## Erster Auftritt
- Jackie Aprile, Jr.: Sohn von Rosalie Aprile und dem verstorbenen Jackie Aprile, Sr. und Neffe Richies.
- Albert „Ally Boy“ Barese: Acting Capo der Barese Crew während sein Bruder Larry Boy Barese in Haft ist.
- Svetlana Kirilenko: Cousine von Tonys Geliebter Irina.

## Trivia
- Die FBI-Agenten erwähnen Patty Hearst und ihr Stockholmsyndrom als Beispiel für Pussy Bonpensieros Beziehung zum FBI und seine Rolle als Informant.
- Pussy gibt sich selbstironisch den Codenamen „Fatman“, als er mit dem FBI telefoniert, ein ironischer Verweis auf die Serie Jake and the Fatman mit Joe Penny. Penny spielt in dieser Episode die Rolle des Vic Musto.

## Musik
- Zum Ende der Episode wird I Saved the World Today von den Eurythmics gespielt.

## Preise
- Allen Coulter wurde 2000 für den Primetime Emmy Award für seine Regiearbeit nominiert.  Mitchell Burgess und Robin Green wurden 2000 für den Primetime Emmy Award für das Drehbuch nominiert und William B. Stich wurde 2000 für den Primetime Emmy Award für seine Kameraarbeit nominiert.